# Kāsālia
Kāsālia är en ort i Bangladesh.   Den ligger i provinsen Dhaka, i den centrala delen av landet, 70 km sydväst om huvudstaden Dhaka. Kāsālia ligger 7 meter över havet och antalet invånare är 4 500.
Terrängen runt Kāsālia är mycket platt. Runt Kāsālia är det tätbefolkat, med 913 invånare per kvadratkilometer.. Kāsālia är det största samhället i trakten.
Trakten runt Kāsālia består till största delen av jordbruksmark.